# Amiga-Quartett
Unter dem Namen Amiga-Quartett (auch Amiga Quartett) veröffentlichte der VEB Deutsche Schallplatten unter dem Label Amiga von 1980 bis 1990 Schallplatten im Single-Format (17 cm, 45/min) mit jeweils zwei Titeln je Seite, also insgesamt vier Titeln. Die erste Amiga-Quartett-Schallplatte enthielt Titel von Amanda Lear. Gelegentlich war auf einer Seite nur ein Stück, jedoch mit Überlänge, vertreten.
Das speziell für diese Ausgaben geschaffene Amiga-Quartett-Logo war in einer Ecke der Vorderseite des Covers angebracht.
Das Format wurde für alle Bereiche der Unterhaltungsmusik verwendet. Es gab Ausgaben mit Volksmusik, Schlagermusik, Filmmusik, Instrumentalmusik, Comedy sowie vor allem Rock und Pop.
Besonders gefragt waren in der DDR die Ausgaben mit westlichen Interpreten, zu denen unter anderem Nena, Falco, Die Ärzte, Rio Reiser, Elton John und John Lennon und Gruppen wie Deep Purple und The Cure gehörten. 